# Roscoe Parrish
(en) Statistiques sur pro-football-reference
Roscoe Parrish (né le 16 juin 1982 à Miami) est un joueur américain de football américain.

## Carrière

### Université
Il entre à l'université de Miami où il joue avec l'équipe de football américain des Hurricanes. Il reçoit quatre-vingt-et-une passe durant ces années universitaires.

### Professionnel
Roscoe Parrish est sélectionné au second tour du draft de la NFL de 2005 par les Bills de Buffalo au cinquante-cinquième choix. Il rate les six premiers matchs de la saison 2005 à cause d'une blessure. Il revient comme remplaçant, jouant quelques fois comme wide receiver et punt returner.
Il est nommé comme quatrième receveur de Buffalo pour la saison 2006; il reçoit vingt-trois passes pour 320 yards et deux touchdowns, il marque aussi son premier touchdown sur retour de dégagement (punt) contre les Jaguars de Jacksonville où il parcourt quatre-vingt-deux yards avant d'aller marquer. La saison suivante, il récidive, marquant un nouveau touchdown sur retour de dégagement contre les Broncos de Denver. Il est le joueur de la saison affichant la meilleure moyenne de yards sur des retour de dégagement avec 16,3 de moyenne. La saison suivante, il gagne une nouvelle fois cette distinction et marque un nouveau touchdown lors du premier match de la saison contre les Seahawks de Seattle.
En 2009, il fait une saison bien inférieur à ses habitudes au niveau des dégagements mais en 2010, il se montre compétitif comme receveur avec trente-trois réceptions pour 400 yards et deux touchdowns.

## Palmarès
- Seconde équipe de la conférence ACC 2004
- Meilleur moyenne de yards sur des dégagements de punt 2007 (16,3) et 2008 (15,3)